# Mick Fanning

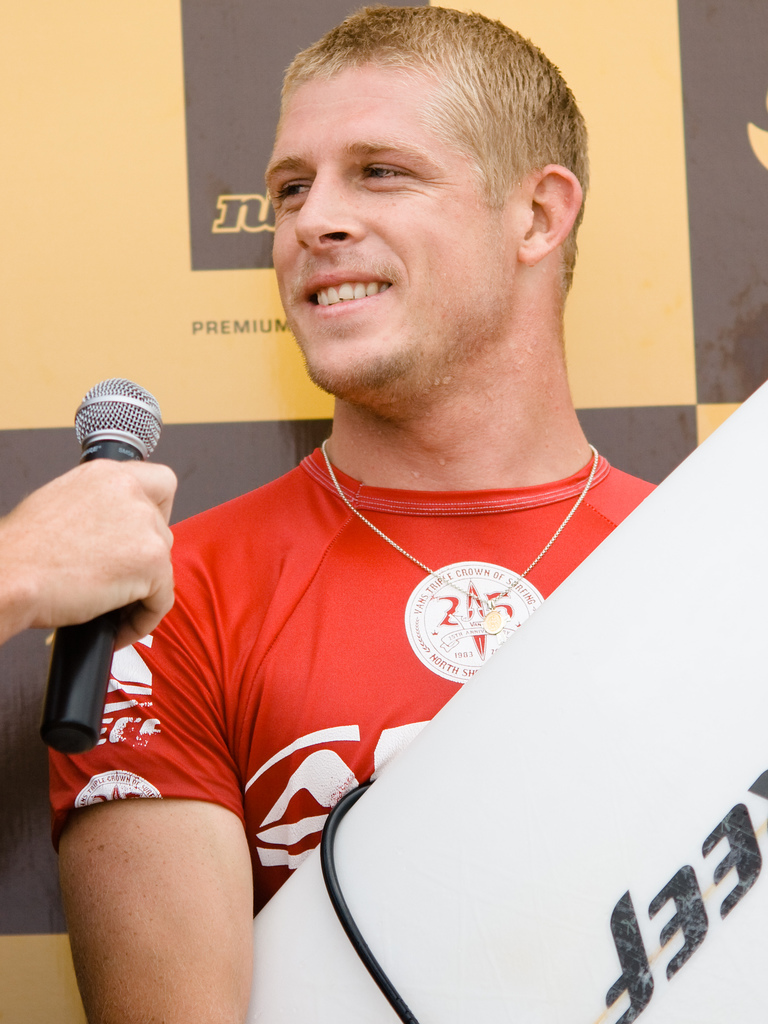
Mick Fanning (2007)

Michael Eugene „Mick“ Fanning (Spitzname „White Lightning“ (Weißer Blitz); * 13. Juni 1981 in Penrith City, New South Wales) ist ein australischer Profisurfer. Fanning gewann bisher dreimal – 2007, 2009 und 2013 – die ASP World Tour.

## Kindheit und Jugend
Fanning wurde am 13. Juni 1981 in Penrith, New South Wales, Australien geboren. Er lernte im Alter von fünf Jahren, an der Küste bei Mount Gambier, zu surfen. Als er zwölf Jahre alt war, zogen er und seine Familie nach Tweed Heads. Er wuchs mit dem Profi-Surfer Joel Parkinson in der Gold Coast/Northern Rivers-Region auf. Beide gingen auf die „Palm Beach Currumbin High School“. Im Küstengrenzgebiet von New South Wales und Queensland hatte Fanning Zugang zur ungewöhnlich starken Brandung im Norden und Süden Australiens. Dort fing er an sich einen Namen zu machen. Im Jahr 1996 etablierte er sich als einer der besten Surfer unter den besten Drei der australischen Meisterschaft. Zwei Jahre später starben sein Bruder Sean und der Surfer Joel Green bei einem Autounfall.

## Karriere als Profi-Surfer
Nachdem er für das Rip Curl Pro Bells Beach in 2001 eine Wildcard erhalten hatte, gewann er den renommiertesten Wettbewerb Australiens. Er beendete die Saison 2002 durch den Gewinn des Billabong Pro Jeffreys Bay als Anfänger des Jahres und World Qualifying Series (WQS)-Meister.
2004 erlitt er eine komplizierte Achillessehnenverletzung und einen kompletten Muskelfaserriss im Oberschenkel. Nach einer dreijährigen Rehabilitationsphase wurde er 2007 ASP-World-Meister.
Er begann 2007 mit einem Sieg bei der Quiksilver Pro, der ersten Veranstaltung auf der Fosters ASP World Tour. Am 6. November 2007 gewann er das Santa Catarina Pro in Brasilien, auf die Plätze kamen Taj Burrow und Kelly Slater. Mitte der Saison 2008 erlitt er eine Leistenverletzung und rutschte am Ende des Jahres auf den achten Platz.
2009 holte sich Mick Fanning die ASP-World-Meisterkrone an der berühmten Pipeline Reef Break bei Oʻahu zurück. Ein Jahr später gewann er das Quiksilver Pro France. 2012 gewann er zum zweiten Mal das Rip Curl Pro Bells Beach und das Billabong Pro Teahupoo. Dann holte er sich im Jahr 2013 seinen dritten World Championship Title und drehte den Film Missing mit dem Filmemacher Taylor Steele.
2014 gewann er im April das Rip Curl Pro Bells Beach, im Juli die J-Bay Open und im Oktober das Moche Rip Curl Pro Portugal.
Bei dem Rip Curl Pro Bell Beach 2015 hatte er zwei Minuten vor Finalende genauso viele Punkte (15,2) wie Adriano de Souza. Bei Gleichstand gewinnt laut Regel derjenige, der das beste Einzel-Wellen-Ergebnis hat. Da de Souza keine Welle mehr bekam, mit der er Fannings bestes Einzel-Wellen-Ergebnis (8,17) überbieten konnte, gewann Fanning das ASP-Turnier zum vierten Mal. Dies wurde zuvor nur von Kelly Slater, Mark Richards, Lisa Andersen und Gail Couper erreicht.
Am 19. Juli 2015, beim J-Bay-Open-2015-Finale bei Jeffreys Bay, lag er auf die nächste Welle wartend auf seinem Surfbrett, als ihn ein Hai von seinem Brett stieß. Fanning wurde an seiner Fußleine unter Wasser gezogen und versuchte den Hai abzuwehren. Als die Fußleine riss, gelang es ihm, aufzutauchen. Wenige Augenblicke später waren die Begleitboote und Jetskis zur Stelle und brachten beide Finalisten in Sicherheit. Aus Sicherheitsgründen entschied der Ausrichter, das Finale der World Surf League nicht fortzusetzen. Fanning und Julian Wilson, seinem Finalgegner, wurde der zweite Platz zugesprochen. Fanning überstand den Vorfall unverletzt, was er als „Wunder“ bezeichnete.
Im Dezember 2015 kam Fanning als Führender der Worldsurfleague zum letzten Surfcontest nach Hawaii. In der Nacht vor dem Finaltag starb sein älterer Bruder Peter. Fanning trat am darauffolgenden Tag beim Contest an und wurde Dritter. Allerdings konnte sein brasilianischer Konkurrent Adriano de Souza das Event gewinnen und sich gleichzeitig den Weltmeistertitel sichern. Mick Fanning entschloss sich daraufhin etwas Abstand von der Worldsurfleague Tour zu nehmen und im Jahr 2016 nur ausgewählte Events zu surfen.

## Privatleben
Fanning war acht Jahre mit dem Model Karissa Dalton verheiratet. Im Januar 2016 reichten sie die Scheidung ein. Der Grund für die Scheidung wurde mit Mick’s Tätigkeit als Pro-Surfer und den damit verbundenen langen Reisen angegeben. Karissa Dalton bezeichnete sich im Laufe der Scheidung als „Surf Witwe“. Die Trennung verlief einvernehmlich und die beiden pflegen noch immer ein freundschaftliches Verhältnis zueinander.

## Erfolge
- Dreimal ASP World Tour: 2007, 2009, 2013[4]

| ASP Turnier-Siege | ASP Turnier-Siege           | ASP Turnier-Siege  | ASP Turnier-Siege      |
| Jahr              | Turnier                     | Austragungsort     | Land                   |
| ----------------- | --------------------------- | ------------------ | ---------------------- |
| 2016              | J Bay Open                  | Jeffreys Bay       | Südafrika              |
| 2015              | Hurley Pro Trestles         | Trestles           | Vereinigte Staaten     |
| 2015              | Rip Curl Pro Bells Beach    | Bells Beach        | Australien             |
| 2014              | Moche Rip Curl Pro Portugal | Supertubos         | Portugal               |
| 2014              | J Bay Open                  | Jeffreys Bay       | Südafrika              |
| 2014              | Rip Curl Pro Bells Beach    | Bells Beach        | Australien             |
| 2013              | Quiksilver Pro France       | Hossegor           | Frankreich             |
| 2012              | Billabong Pro Teahupoo      | Teahupoo, Tahiti   | Französisch-Polynesien |
| 2012              | Rip Curl Pro Bells Beach    | Bells Beach        | Australien             |
| 2010              | Quiksilver Pro France       | Hossegor           | Frankreich             |
| 2009              | Hurley Pro Trestles         | Trestles           | Vereinigte Staaten     |
| 2009              | Rip Curl Pro Search         | Peniche            | Portugal               |
| 2009              | Quiksilver Pro France       | Hossegor           | Frankreich             |
| 2007              | Quiksilver Pro Gold Coast   | Gold Coast         | Australien             |
| 2007              | Quiksilver Pro France       | Hossegor           | Frankreich             |
| 2007              | Hang Loose Pro              | Santa Catarina     | Brasilien              |
| 2006              | Billabong Pro Jeffreys Bay  | Jeffreys Bay       | Südafrika              |
| 2006              | Nova Schin Festival         | Imbituba           | Brasilien              |
| 2005              | Quiksilver Pro Gold Coast   | Gold Coast         | Australien             |
| 2005              | Rip Curl Pro Search         | Saint-Leu, Réunion | Frankreich             |
| 2002              | Billabong Pro Jeffreys Bay  | Jeffreys Bay       | Südafrika              |
| 2001              | Rip Curl Pro Bells Beach    | Bells Beach        | Australien             |